# 姚伷
姚伷（？—242年），字子緒，巴西郡閬中人。蜀漢政治人物，官至尚書僕射。

## 生平
劉備平定益州後，任命為功曹書佐。為當時名聲響亮的人物，與張嶷、龔祿有深厚的情誼。
建興元年（公元223年），姚伷被任命為廣漢太守。
建興五年（公元227年），諸葛亮北駐漢中，姚伷被辟為掾。並進文武之士。遷任為參軍。
諸葛亮去世後，遷任為尚書僕射。時人尊敬信服他的真誠篤粹。延熙五年（公元242年）去世。

## 評價
- 諸葛亮：「忠益者莫大於進人，進人者各務其所尚；今姚掾並存剛柔，以廣文武之用，可謂博雅矣，原諸掾各希此事，以屬其望。」[6]